# Людовик Франсуа де Бурбон-Конти (1717)
Луи Франсуа де Конти (фр. Louis François de Bourbon-Conti; 13 августа 1717[…], Париж — 2 августа 1776[…], Париж) — французский принц крови, военачальник.

## Биография
Родился 13 августа 1717 года в Париже. Второй сын Луи Армана де Бурбона, 4 принца де Конти (1709—1727), и Луизы Елизаветы де Бурбон (1696—1775), дочери Луи де Бурбона, 6 принца де Конде.
23 апреля 1721 года 4-летний Луи Франсуа был крещен во дворце Тюильри в Париже. Его крестными родителями были король Франции Людовик XV и Елизавета Шарлотта, вдова герцога Филиппа Орлеанского.
В мае 1727 года после смерти своего отца 9-летний Луи Франсуа унаследовал титул принца де Конти (став пятым его носителем).
Получил образование в Лицее Людовика Великого.

## Военная карьера
В январе 1733 года принц Конти был награждён Орденом Святого Духа. Под командованием маршала Бервика участвовал в Войне за польское наследство (1733).
Зимой принц вернулся в Париж, а весной 1734 года участвовал в осаде Филиппсбурга, а 15 июня получил чин генерал-майора. С разрешения короля он возвращается в Париж, где присутствует при рождении сына. В 1735 году в составе французской армии находится в Германии, где получает чин генерал-лейтенанта. В 1736 году из-за смерти жены удаляется в свой замок Шато де Л’Иль-Адам, где проводит два года, предаваясь своему любимому занятию — охоте.
В 1741 году Луи Франсуа де Бурбон-Конти участвовал в Войне за австрийское наследство, он сопровождал маршала Шарля-Луи-Огюста Фуке, герцога де Бель-Иль, в походе в Чехию.
В 1744 году командовал 20-тысячным войском, который после соединения с испанской армией должен был завоевать Пьемонт, а в 1745 и 1746 участвовал в походах на Германию и Фландрию. Вскоре после Аахенского мира (1748) Конти попал в немилость у Людовика XV. После отставки принц Конти поселился в своём замке Шато де Л’Иль-Адам.

## Политическая деятельность
В 1747 году группа польских вельмож, ожидавшая скорой смерти короля Речи Посполитой Августа III (1734—1763), предложила принцу де Конти принять польскую корону. Его кандидатура пользовалась поддержкой самого короля Людовика XV. Но французское правительство выступало против, потому что Мария Жозефа Саксонская, дочь Августа III, была замужем за дофином Людовиком Фердинандом, старшим сыном Людовика XV. Результатом эти противоречий было создание королевского секрета, тайного кабинета Людовика XV, который без ведома своих министров осуществлял свою политику на востоке.
Принц де Конти оставался кандидатом короля Франции на польский престол до 1755 года, когда он потерял свои позиции при дворе в результате интриг мадам де Помпадур. По преданию, принц и фаворитка не поделили бургундский виноградник Романе, где производились самые дорогие вина Франции. В итоге принц заплатил за виноградник 8000 ливров и добавил своё имя к его названию.
При новом короле Людовике XVI принц Конти поддерживал парламенты в их оппозиции Тюрго и тем самым ускорил падение этого министра.

## Семья и дети
22 января 1732 года женился на Луизе Диане Орлеанской (1716—1736), младшей дочери регента Франции, герцога Филиппа Орлеанского (1674—1723) и Франсуазы Марии де Бурбон (1677—1749). Супруги имели двоих детей:
- Луи Франсуа Жозеф де Бурбон-Конти (1 сентября 1734 — 13 марта 1814), граф де ла Марш и последний 6-й принц де Конти (1776—1814);
- мертворождённый сын (26 сентября 1736).

Также имел несколько внебрачных детей от разных женщин:
- Шарль де Пужан (1755—1833), член 38 европейских академий;
- Амели Габриэль Стефания Луиза де Бурбон-Конти (1756—1825), графиня де Montcairzain;
- Франсуа Клод Фауст де Бурбон-Конти (1771—1833), маркиз де Ремовилль;
- Мари Франсуа Феликс де Бурбон-Конти (1772—1840), шевалье д’Алленвиль.